# 追悼競走

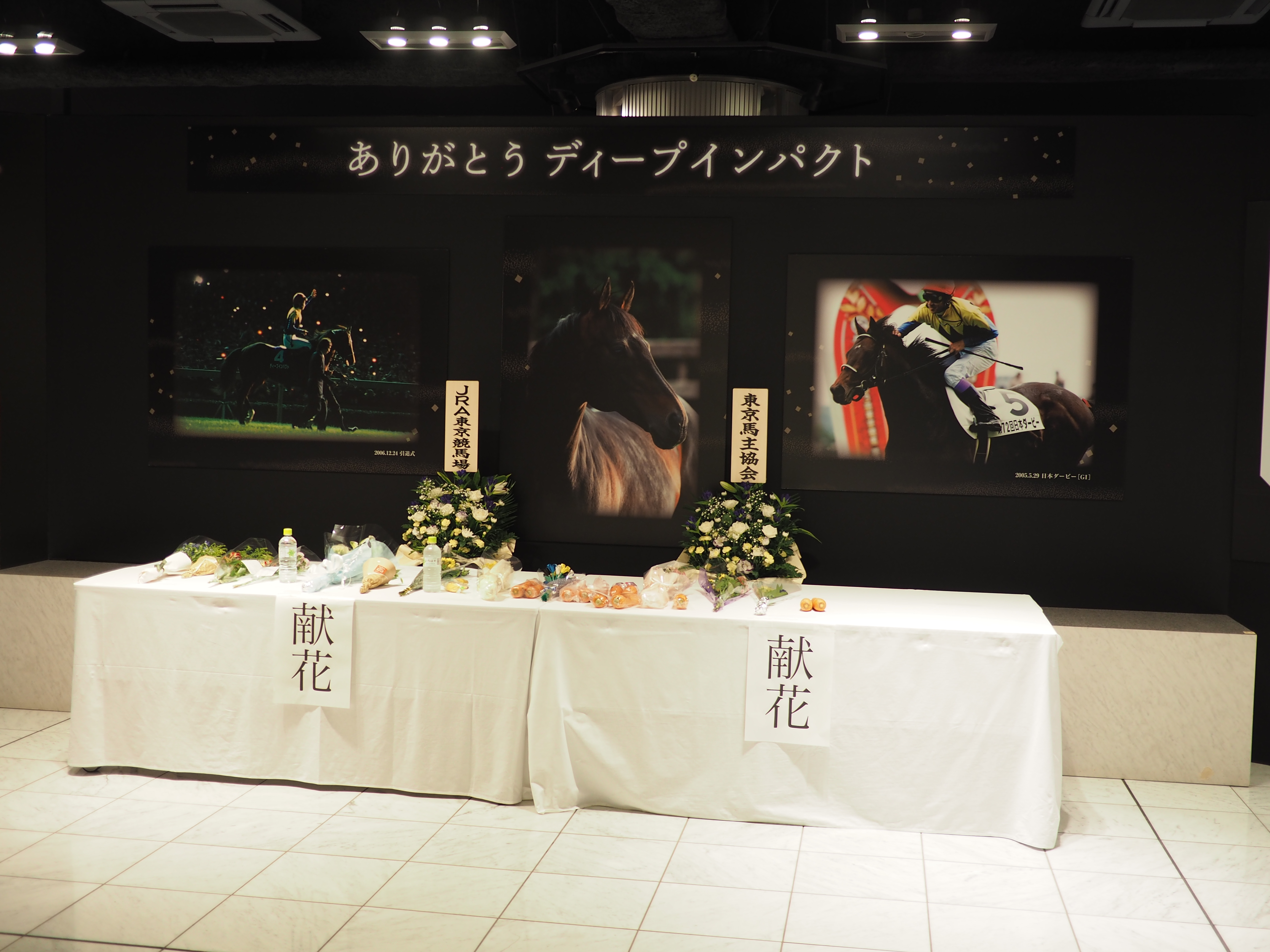
東京競馬場に設置されたディープインパクトの献花台

追悼競走（ついとうきょうそう）とは、日本の競馬において、JRA顕彰馬が死亡した直近の競馬開催日に、死んだ馬を追悼するために、日本中央競馬会（JRA）が設定するものである。
当日は、JRAの競馬場や場外勝馬投票券販売所にて献花台や記帳台の設置、追悼展示が行われる。
またここでは、騎手の死亡に伴い実施される「追悼競走」についても取り上げることとする。

## 概要
追悼競走は、顕彰馬が死亡した日や死が判明した日周辺の競馬開催日のメインレース（第11レース）に「○○○○（馬名）追悼競走□□□□□（レース名）」とレース名に副題を付して実施される。

## 献花台・記帳台の設置
JRAは、顕彰馬が死亡した日や死が判明した日周辺の競馬開催日で、東京・中山・京都・阪神の4大競馬場と開催実施中の競馬場で献花台と記帳台が設置される。また、開催していないその他の競馬場、すべての場外勝馬投票券発売所（WINS）やGate J.（東京・新橋）で記帳台を設置する。
2019年に死亡したディープインパクトは献花台・記帳台が設置された8月3日から9月1日の間で、献花数1834件、記帳数3万9243件を記録した。

## その他の追悼行事
全国の競馬場で、実績を振り返ることのできる展示が実施され、また、全ての競馬場や場外勝馬投票券販売所（WINS）のターフビジョン・館内モニターにおいて、適宜その馬の特集映像を放映して追悼する。

## 過去の追悼競走
| 追悼対象馬         | 死亡日        | 施行日        | 競馬場 | 条件      | レース名                                                    | 優勝馬             | 優勝騎手   | 管理調教師 | 馬主                                       | 備考                                                           | 引用              |
| ------------------ | ------------- | ------------- | ------ | --------- | ----------------------------------------------------------- | ------------------ | ---------- | ---------- | ------------------------------------------ | -------------------------------------------------------------- | ----------------- |
| オグリキャップ     | 2010年7月3日  | 2010年7月10日 | 福島   | 1000万下  | オグリキャップ追悼競走 松島特別                             | アサヒバロン       | 柴田善臣   | 菅原泰夫   | 寺内正光                                   |                                                                | [ 2 ] [ 3 ]       |
| オグリキャップ     | 2010年7月3日  | 2010年7月10日 | 阪神   | 1600万下  | オグリキャップ追悼競走 ジュライステークス                   | シゲルハスラット   | 川島信二   | 鶴留明雄   | 森中蕃                                     | 第10レース開催。                                               | [ 2 ] [ 4 ]       |
| オグリキャップ     | 2010年7月3日  | 2010年7月10日 | 函館   | 1000万下  | オグリキャップ追悼競走 津軽海峡特別                         | ピースオブパワー   | 芹沢純一   | 矢作芳人   | 田畑勝彦                                   | 第9レース開催。                                                | [ 2 ] [ 5 ] [ 6 ] |
| シンボリルドルフ   | 2011年10月4日 | 2011年10月8日 | 東京   | オープン  | シンボリルドルフ追悼競走 ペルセウスステークス               | セレスハント       | 田辺裕信   | 松永幹夫   | 岡浩二                                     |                                                                | [ 7 ] [ 8 ]       |
| シンボリルドルフ   | 2011年10月4日 | 2011年10月8日 | 京都   | オープン  | シンボリルドルフ追悼競走 夕刊フジ杯オパールステークス       | アポロフェニックス | 藤田伸二   | 柴崎勇     | アポロサラブレッドクラブ                   |                                                                | [ 7 ] [ 9 ]       |
| トウカイテイオー   | 2013年8月30日 | 2013年9月7日  | 中山   | オープン  | トウカイテイオー追悼競走 紫苑ステークス（秋華賞トライアル） | セキショウ         | 吉田豊     | 杉浦宏昭   | 山岸桂市                                   |                                                                | [ 10 ] [ 11 ]     |
| トウカイテイオー   | 2013年8月30日 | 2013年9月7日  | 阪神   | 1600万下  | トウカイテイオー追悼競走 西宮ステークス                     | ヒストリカル       | 浜中俊     | 音無秀孝   | 近藤英子                                   |                                                                | [ 11 ] [ 12 ]     |
| テイエムオペラオー | 2018年5月17日 | 2018年5月26日 | 東京   | オープン  | テイエムオペラオー追悼競走 欅ステークス                     | ドリームキラリ     | 坂井瑠星   | 矢作芳人   | ライオンレースホース（株）                 |                                                                | [ 13 ] [ 14 ]     |
| テイエムオペラオー | 2018年5月17日 | 2018年5月26日 | 京都   | 新設重賞  | テイエムオペラオー追悼競走 葵ステークス                     | ゴールドクイーン   | 古川吉洋   | 坂口智康   | 加藤充彦                                   |                                                                | [ 13 ] [ 15 ]     |
| ウオッカ           | 2019年4月1日  | 2019年4月6日  | 中山   | GII       | ウオッカ追悼競走 ニュージーランドトロフィー                 | ワイドファラオ     | 内田博幸   | 角居勝彦   | 幅田昌伸                                   | ウオッカと同じ調教師が優勝。                                   | [ 16 ] [ 17 ]     |
| ウオッカ           | 2019年4月1日  | 2019年4月6日  | 阪神   | GII       | ウオッカ追悼競走 サンケイスポーツ杯阪神牝馬ステークス       | ミッキーチャーム   | 川田将雅   | 中内田充正 | 野田みづき                                 |                                                                | [ 16 ] [ 18 ]     |
| ウオッカ           | 2019年4月1日  | 2019年4月6日  | 福島   | 1000万下  | ウオッカ追悼競走 吾妻小富士賞                               | メイケイダイハード | 柴山雄一   | 中竹和也   | 名古屋競馬（株）                           |                                                                | [ 16 ] [ 19 ]     |
| ディープインパクト | 2019年7月30日 | 2019年8月3日  | 新潟   | 3勝クラス | ディープインパクト追悼競走 越後ステークス                   | ストロベリームーン | M.デムーロ | 庄野靖志   | （株）NICKS                                |                                                                | [ 20 ] [ 21 ]     |
| ディープインパクト | 2019年7月30日 | 2019年8月3日  | 小倉   | 2勝クラス | ディープインパクト追悼競走 九州スポーツ杯                   | ナンヨーイザヨイ   | 秋山真一郎 | 松永幹夫   | 中村徳也                                   |                                                                | [ 20 ] [ 22 ]     |
| ディープインパクト | 2019年7月30日 | 2019年8月3日  | 札幌   | L         | ディープインパクト追悼競走 札幌日経オープン                 | カフジプリンス     | 吉田隼人   | 矢作芳人   | 加藤守                                     |                                                                | [ 20 ] [ 23 ]     |
| ディープインパクト | 2019年7月30日 | 2019年8月4日  | 新潟   | GIII      | ディープインパクト追悼競走 レパードステークス               | ハヤヤッコ         | 田辺裕信   | 国枝栄     | 金子真人ホールディングス（株）             | ディープインパクトと同じ馬主が優勝。 白毛の馬が初JRA重賞制覇。 | [ 20 ] [ 25 ]     |
| ディープインパクト | 2019年7月30日 | 2019年8月4日  | 小倉   | GIII      | ディープインパクト追悼競走 農林水産省賞典小倉記念           | メールドグラース   | 川田将雅   | 清水久詞   | （有）キャロットファーム                   |                                                                | [ 20 ] [ 26 ]     |
| ディープインパクト | 2019年7月30日 | 2019年8月4日  | 札幌   | オープン  | ディープインパクト追悼競走 UHB賞                            | リナーテ           | C.ルメール | 須貝尚介   | （有）サンデーレーシング                   |                                                                | [ 20 ] [ 27 ]     |
| タイキシャトル     | 2022年8月17日 | 2022年8月20日 | 新潟   | 3勝クラス | タイキシャトル追悼競走 日本海ステークス                     | ロバートソンキー   | 伊藤工真   | 林徹       | 保坂和孝                                   |                                                                | [ 28 ] [ 29 ]     |
| タイキシャトル     | 2022年8月17日 | 2022年8月20日 | 小倉   | 3勝クラス | タイキシャトル追悼競走 別府ステークス                       | ハリーバローズ     | 川田将雅   | 上村洋行   | 猪熊広次                                   |                                                                | [ 28 ] [ 30 ]     |
| タイキシャトル     | 2022年8月17日 | 2022年8月20日 | 札幌   | 2勝クラス | タイキシャトル追悼競走 札幌日刊スポーツ杯                   | ディナースタ       | 横山和生   | 辻野泰之   | （株）ノルマンディーサラブレッドレーシング |                                                                | [ 28 ] [ 31 ]     |

主に土曜のメインレースで、追悼競走が行われている（ディープインパクトのみ土日のメインレースに開催されている）。

## 騎手死去に伴う追悼競走の開催
2020年9月、膵臓がんを発症し43歳で早世したアイルランドの騎手、パット・スマレンを偲ぶため、同年10月16日にダンドーク競馬場で行われたマーキュリーステークス（G3）を追悼競走として実施。競走名を「パット・スマレン・マーキュリーステークス」と名前が冠され行われることとなった。ダンドーク競馬場は、スマレン自身が騎手として人生最初と最後の勝利を挙げた競馬場であった。